# Радмила Преинингер
Радмила Преинингер (Велика Плана, 1955 — Зеница, 9. маја 2012. ) била је босанскохерцеговачка глумица. Дипломирала је на Филозофском факултету у Мостару, смер драма - глума. Професионално се бавила глумом 30 година. Одиграла је преко 110 позоришних, телевизијских и филмских улога.

## Улоге
- Крчмарица у представи Крчмарица П. Туринија
- Варја у драми Вишњик А. П. Чехова
- Мери Смит у Р. Кунијевој Отргни своју жену.
- Јокаста у драми Чисте руке Ј. Христића
- Госпођа Смит у представи Ћелави певач Е. Јонеска
- Ја у представи Мачка на врућем лименом крову Т. Вилијамса
- Марта Вашингтон у представи Љубави Џорџа Вашингтона М. Рејвена
- Симка у драми Ожалошћена породица Б. Нушића
- Ана у драми Комшилук наопако Н.Митровића
- Василиса у драми До дна М. Горког и Т. Милетић-Оручевића
- Белине у драми Уображени болесник Ж. Б. Молијера
- Револуционарни Чичероне у драми Последњи из касте страсти М. Жалице

## Награде
За свој глумачки рад награђивана је два пута. Први пут је награђена за улогу Њеточке Њезванове Фјодора М. Достојевског у режији Бате Путника и за улогу Крчмарице у представи „Крчмар” у режији Градимира Гојера. 2006. Радмила Преинингер поводом 20 март, Дана Зенице, добила је јавно признање „Награду Зенице“ за изузетан допринос препознатљивости позоришне уметности Зенице у свету.
Била је и оснивач позоришта РА-МА Зеница, који је 2004. године представљао Босну и Херцеговину на првом Међународни сајам уметности у Београду  .